# Stęszew (gmina)
Stęszew est une gmina mixte du powiat de Poznań, Grande-Pologne, dans le centre-ouest de la Pologne. Son siège est la ville de Stęszew, qui se situe environ 21 km au sud-ouest de la capitale régionale Poznań.
La gmina couvre une superficie de 175,22 km2 pour une population de 13 919 habitants en 2006.

## Géographie

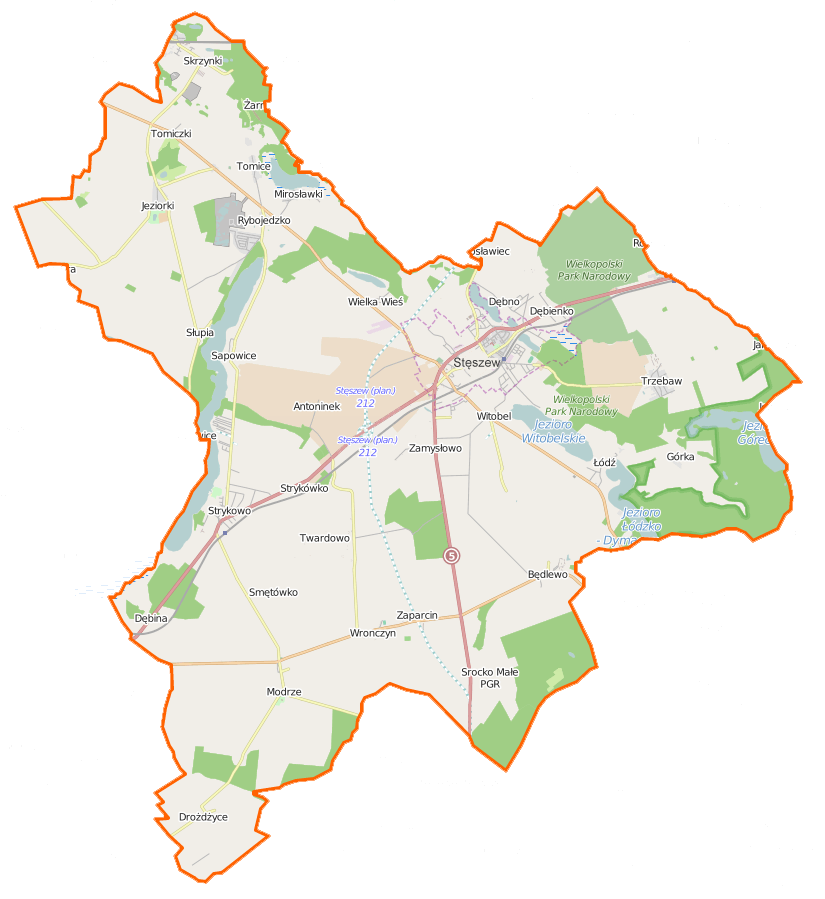
Plan de la gmina.

Outre la ville de Stęszew, la gmina inclut les villages de:
- Dębienko
- Dębno
- Drożdżyce
- Jeziorki
- Krąplewo
- Łódź
- Mirosławki
- Modrze
- Piekary
- Rybojedzko
- Sapowice
- Skrzynki
- Słupia
- Srocko Małe
- Strykowo
- Tomice
- Tomiczki
- Trzebaw
- Wielka Wieś
- Witobel
- Wronczyn
- Zamysłowo
- Zaparcin

### Gminy voisines
La gmina de Stęszew est bordée des gminy de :
- Buk
- Czempiń
- Dopiewo
- Granowo
- Kamieniec
- Komorniki
- Kościan
- Mosina

## Structure du terrain
D'après les données de 2002, la superficie de la commune de Stęszew est de 175,22 km², répartis comme tel :
- terres agricoles : 71%
- forêts : 17%

La commune représente 9,22% de la superficie du powiat.

## Démographie
Données du 30 juin 2004 :
| Description        | Total  | Total | Femmes | Femmes | Hommes | Hommes |
| ------------------ | ------ | ----- | ------ | ------ | ------ | ------ |
| Unité              | Nombre | %     | Nombre | %      | Nombre | %      |
| population         | 13 745 | 100   | 6 964  | 50,7   | 6 781  | 49,3   |
| Densité (hab./km²) | 78,4   | 78,4  | 39,7   | 39,7   | 38,7   | 38,7   |